# Myriam Houssay-Holzschuch
Pour les articles homonymes, voir Houssay.
 (février 2021).
Myriam Houssay-Holzschuch, née le 12 juillet 1970 dans le 15e arrondissement de Paris, est une géographe française, enseignante-chercheuse à l'Institut d'urbanisme et de géographie alpine à Grenoble.

## Biographie
Entre 1990 et 1994, Myriam Houssay est élève de l’École normale supérieure de Paris, section des lettres, groupe S lettres et sciences sociales.
Elle obtient une licence d'histoire et une maitrise de géographie en 1992, passe l'agrégation en 1993.
Elle obtient son DEA de géographie en 1994.
Elle soutient sa thèse intitulée « Le Territoire volé, une géographie culturelle des quartiers noirs de Cape Town » en décembre 1997, après quatre années de recherches en Afrique du Sud, sous la direction de Paul Claval et Joël Bonnemaison au sein du laboratoire Espace et Culture, à l'université Paris IV. En 2010, elle passe l'habilitation à diriger les recherches (HDR) en géographie en soutenant « Crossing boundaries : Vivre ensemble dans l’Afrique du Sud post-apartheid», soutenue à l’Université de Paris I devant un jury composé de Jean-Louis Chaléard (Paris I), Michel Lussault (ENS Lyon) et Kevin Cox (Université d'État de l'Ohio, USA), John Western (Université de Syracuse, USA), Frédéric Giraut (Université de Genève) et Philippe Gervais-Lambony (Université de Paris Ouest Nanterre La Défense).
Depuis 1994, Myriam Houssay-Holzschuch travaille sur l'Afrique du Sud et Le Cap. Elle poursuit son travail de recherche universitaire autour des questions de ségrégation spatiale et raciale, et leur marquage dans l'espace. De ce travail, elle s'est bâtie une réputation d'experte sur les questions sud-africaines.
Houssay-Holzschuch commence l'enseignement comme allocataire monitrice à l'université de Lyon 2 entre 1994 et 1996, avant de naviguer comme attachée temporaire d'enseignement et de recherche entre les universités de la Rochelle (1997), de Reims (1998) et de Paris IV (1999). Le 1er septembre 2000, elle devient maîtresse de conférence à l'ENS de Lyon, et ce jusqu'en 2011. Elle y enseigne des cours sur l'Afrique, de préparation à l'agrégation (géographie et histoire) et d'épistémologie de la géographie. Avec Eric Verdeil, elle crée le cours « Villes, Territoires, et mondialisations » qui fut dispensé aux masters STADE (ENS) et Ville et Société (Institut d'urbanisme de Lyon). En décembre 2011, elle prend le poste de professeure des universités au sein de l'Institut de géographie alpine, devenu l’Institut d'urbanisme et de géographie alpine lors de sa fusion avec l'Institut d'urbanisme de Grenoble en 2017, au sein de l'Université Grenoble-Alpes.
Entre 2000 et 2011, elle est affiliée au laboratoire Géographie-Cité, rattaché à l'équipe Géophile de l'ENS de Lyon, puis au laboratoire EVS, rattaché d'abord à l'ENS de Paris puis à l'ENS de Lyon. En 2011, elle rejoint le laboratoire Pacte (UMR 5194) où elle a dirigé l'équipe "Justice Sociale" de 2017 à 2023.
Myriam Houssay-Holzschuch fut membre Junior de l'Institut universitaire de France de 2009 à 2011.

### Édition scientifique
Houssay-Holzschuch est membre du comité de rédaction (1999-2008), puis du comité scientifique (2009-2016) de Géographie et Cultures, et Associate Book Review Editor pour H-Safrica' publié par l'université du Michigan entre 2001 et 2012. Elle a été co-éditrice de la revue internationale ACME: An International E-Journal for Critical Geographies depuis mai 2009 et de la revue internationale Geographica Helvetica depuis juin 2015. Elle a été aussi membre du comité de rédaction de justice spatiale/spatial justice de 2009 à 2018, et membre du comité scientifique d’EchoGéo depuis 2012.

## Publications

### Ouvrages
- Houssay-Holzschuch, M. 1996. Mythologies territoriales en Afrique du Sud, un essai de géographie culturelle. Paris: Presses du CNRS.* Houssay-Holzschuch, M. 1999. Le Cap, ville sud-africaine : Ville blanche, vies noires. Paris: L'Harmattan.
- Volvey, A., M. Houssay-Holzschuch, K. Bennafla, E. Rodary, Y. Déverin & I. Surun. 2005. L'Afrique. Paris: Atlande.

### Édition scientifique
- Houssay-Holzschuch, M. ed. 2006. Antimondes : Espaces en marges, espaces invisibles, numéro spécial de Géographie et Cultures, n°57, printemps 2006.
- Giraut, F. & M. Houssay-Holzschuch eds. 2008. Dossier Toponymie, dossier special de L’Espace géographique, 2008 (n°2).
- Giraut, F. & M. Houssay-Holzschuch eds. 2008. Néotoponymie : formes et enjeux de la dénomination des territoires émergents, numéro spécial de L’Espace politique, n°5, 2/2008. [lire en ligne]
- Houssay-Holzschuch, M. ed. 2010. Dossier Afrique du Sud, dossier spécial d’Echogéo (13), septembre. [[ lire en ligne]]
- Fleury Antoine, Houssay-Holzschuch, M. eds. 2012. Pour une géographie sociale des pays émergents, numéro spécial d’Echogéo (21), septembre. [lire en ligne]
- Volvey Anne, Calbérac Yann, Houssay-Holzschuch Myriam, coordination d’un numéro spécial “Terrain de Je. Le Terrain, (du) sujet (au) géographique”, Annales de géographie, n°687-688, septembre-décembre 2012.

### Principales publications
- Guillaume, P. & M. Houssay-Holzschuch. 2002. Territorial Strategies of South African Informal Dwellers. Urban Forum, numéro spécial «Informal Settlements in South Africa : case studies of contemporary processes », dirigé par Marie HUCHZERMEYER, Witwatersrand University, n°13-2 : p. 86-101.* Houssay-Holzschuch, M. 2006. Antimonde. Géographies sociales de l’invisible - introduction du numéro spécial. Géographie et Cultures n°57: pp. 3–8.
- Houssay-Holzschuch, M. & A. Teppo. 2009. A mall for all? Race and public space in post-apartheid Cape Town. Cultural Geographies n°16-3 : pp. 351–379.
- Houssay-Holzschuch, M. 2010. Puissance émergente, nation adolescente: l’Afrique du Sud en 2010; introduction. Echogéo n°13. [lire en ligne]
- Houssay-Holzschuch, M. 2012. ‘Peace is a cup of coffee’ : espaces publics dans Le Cap post-apartheid. Echogéo n°21. [lire en ligne]
- *Houssay-Holzschuch, M., and O. Milhaud. 2013. Geography after Babel - a view from the French province. Geographica Helvetica n°68 (Intervention for the Sp. Iss. "European Geographies"): pp. 51–55. [lire en ligne]
- Teppo, A., and M. Houssay-Holzschuch. 2013. GugulethuTM: revolution for neoliberalism in a South African township. Canadian Journal of African Studies/La Revue canadienne des Études africaines 47 (1 (special issue on "post- apartheid geographies" edited by Belinda Dobson)): pp. 51–74.
- *Giraut F, Houssay-Holzschuch M, 2016 (online publication), "Place naming as dispositif: Toward a theoretical framework" Geopolitics.
- Houssay-Holzschuch M, Thébault E, 2017, "Dis-locating Public Space: Occupy Rondebosch Common, Cape Town" Environment & Planning A, 49/3, p. 555-571.
- Simon Springer, Myriam Houssay-Holzschuch, Claudia Villegas, Levi Gahman. Reflections: On Publishing Say 'Yes!' to peer review: Open Access publishing and the need for mutual aid in academia. Fennia, Geographical Society of Finland, 2017 [lire en ligne]
- (en) Myriam Houssay-Holzschuch, Olivier Ninot et Emma Thébault, « Watch this space! A Visual Essay on vacant land in Cape Town. », Cybergeo,‎ 2018, p. 843 (lire en ligne)